# Kudagu
Kudagu (ros. Кудагу) – wieś w Rosji, w Dagestanie, w rejonie dachadajewskim. W 2010 liczyła 561 mieszkańców, głównie Dargijczyków.